# Korpus narodne obrambe Jugoslavije
Korpus narodne obrambe Jugoslavije (bolj znan po kratici KNOJ) je bila vojaška formacija, ki je opravljala varnostno-zaščitne naloge na osvobojenih ozemljih (med drugo svetovno vojno) ter pozneje na ozemlju Jugoslavije.

## Zgodovina
Ukaz za ustanovitev KNOJa je bil izdan 15. avgusta 1944 po odloku NKOJa, ki ga je podpisal predsednika NKOJa in vrhovni poveljnik NOV in POJ Josip Broz Tito.
Enote KNOJa naj bi se ustanovile na osvobojenih ozemljih z reorganizacijo že obstoječih enot, ki so opravljale iste oz. podobne naloge (npr. v Sloveniji iz VOSa).
Januarja 1953 je Tito izdal ukaz, da se KNOJ razpusti; njegove naloge sta prevzela Narodna milicija in Obmejne enote JLA.

## Sestava
Vsaka republika je ustanovila svoje enote KNOJ, ki so delovale na republiškem nivoju. V Hrvaški sta GŠ NOV in PO Hrvaške v začetku junija 1943 v vasi Crna Vlast formirala prvi bataljon PPK (proti peti koloni), nekaj kasneje pa v Baniji še enega. V prvi polovici 1944 je bilo formiranih še pet takih enot. Iz teh bataljonov PPK je bila 16. junija 1944 oblikovana Prva brigada OZN-e. Do avgusta 1944 so bile formirane še štiri brigade iz katerih je bila 5. avgusta 1944 oblikovana divizija OZN-e. Iz enot te divizije je bila 20. avgusta 1944 formirana tudi 9. hrvaška divizija KNOJ. Marca 1944 je bila v Sloveniji iz čet in bataljonov VOS-a formirana Vojska državne varnosti, sestavljena iz treh brigad in bataljona za posebne naloge. Iz teh enot je bila kasneje (3. decembra 1944) formirana 1. slovenska divizija KNOJ. V Črni Gori je bila sredi leta 1944 ustanovljena Brigada narodne obrambe. V Makedoniji, Srbiji, Vojvodini, Kosovu in Metohiji pa so bile od sredine leta 1944 na osvobojenih ozemljih iz bataljonov OZN-e, partizanskih straž in nekaterih enot NOVJ, formirane dodatne enote KNOJ-a.

## Naloge KNOJa
- boj proti banditskim skupinam:

- četnikom
- ustašem
- balistom
- beli gardi in drugim kvizlinškim formacijam

- čiščenje osvobojenega območja:

- vohunov,
- pete kolone
- saboterjev
- zajetje dezerterjev

- zaščita osebnosti Centralne vlade in drugih objektov NOP:

- NKOJ
- Vrhovno poveljstvo NOV in POJ
- protifašistični komiteji
- generalštabi
- OZNA

- varovanje:

- obal
- pristanišč
- državne meje
- določenih objektov ob železnici
- objektov in tovarn vojaške industrije.

- izvajanje različni nalog, za katere jih zadolži OZNA:

- zasledovanja
- zasede
- preiskava hiš in indentifikacija oseb
- aretacije osumljencev